# Episodi di Scandal (seconda stagione)
La seconda stagione della serie televisiva Scandal è stata trasmessa in prima visione negli Stati Uniti per la prima volta dall'emittente ABC dal 27 settembre 2012 al 16 maggio 2013.
In Italia è andata in onda in prima visione sul canale satellitare Fox Life dall'8 gennaio 2013, mentre in chiaro è stata trasmessa da Rai 3 a partire dal 6 dicembre 2013.
| nº | Titolo originale                         | Titolo italiano                | Prima TV USA      | Prima TV Italia  |
| -- | ---------------------------------------- | ------------------------------ | ----------------- | ---------------- |
| 1  | White Hat's Off                          | La resa dei conti              | 27 settembre 2012 | 8 gennaio 2013   |
| 2  | The Other Woman                          | L'altra donna                  | 4 ottobre 2012    | 15 gennaio 2013  |
| 3  | Hunting Season                           | Stagione di caccia             | 18 ottobre 2012   | 22 gennaio 2013  |
| 4  | Beltway Unbuckled                        | Cinture slacciate              | 25 ottobre 2012   | 29 gennaio 2013  |
| 5  | All Roads Lead to Fitz                   | Tutte le strade portano a Fitz | 8 novembre 2012   | 5 febbraio 2013  |
| 6  | Spies Like Us                            | Spie come noi                  | 15 novembre 2012  | 12 febbraio 2013 |
| 7  | Defiance                                 | Defiance County                | 29 novembre 2012  | 19 febbraio 2013 |
| 8  | Happy Birthday, Mr. President            | Happy Birthday, Mr. President  | 6 dicembre 2012   | 26 febbraio 2013 |
| 9  | Blown Away                               | La spia che mi amava           | 13 dicembre 2012  | 5 marzo 2013     |
| 10 | One for the Dog                          | Uno per il cane                | 10 gennaio 2013   | 12 marzo 2013    |
| 11 | A Criminal, a Whore, an Idiot and a Liar | Addio, Edison                  | 17 gennaio 2013   | 19 marzo 2013    |
| 12 | Truth or Consequences                    | Verità o conseguenze           | 31 gennaio 2013   | 26 marzo 2013    |
| 13 | Nobody Likes Babies                      | Nessuno ama i bambini          | 7 febbraio 2013   | 2 aprile 2013    |
| 14 | Whiskey Tango Foxtrot                    | Whiskey Tango Foxtrot          | 14 febbraio 2013  | 9 aprile 2013    |
| 15 | Boom Goes the Dynamite                   | La talpa                       | 21 febbraio 2013  | 16 aprile 2013   |
| 16 | Top of the Hour                          | L'ora x                        | 21 marzo 2013     | 23 aprile 2013   |
| 17 | Snake in the Garden                      | Serpe in giardino              | 28 marzo 2013     | 14 maggio 2013   |
| 18 | Molly, You In Danger, Girl               | Molly, sei in pericolo!        | 4 aprile 2013     | 21 maggio 2013   |
| 19 | Seven Fifty-Two                          | 07:52:00                       | 25 aprile 2013    | 28 maggio 2013   |
| 20 | A Woman Scorned                          | Una donna rifiutata            | 2 maggio 2013     | 4 giugno 2013    |
| 21 | Any Questions?                           | Domande?                       | 9 maggio 2013     | 11 giugno 2013   |
| 22 | White Hat's Back On                      | Cappello bianco                | 16 maggio 2013    | 18 giugno 2013   |

## La resa dei conti
- Titolo originale: White Hat's Off
- Diretto da: Tom Verica
- Scritto da: Jenna Bans

### Trama
La vera identità di Quinn viene rivelata e il team della Pope & Associati scava più in profondità nel suo passato scoprendo che lei potrebbe essere il loro più grande scandalo. Nel frattempo, Cyrus e la First Lady Mellie mettono il presidente Grant in una posizione compromettente nel corso di una intervista televisiva dal vivo. Un membro del Congresso del Rhode Island ha bisogno dell'aiuto di Olivia.

## L'altra donna
- Titolo originale: The Other Woman
- Diretto da: Stephen Cragg
- Scritto da: Heather Mitchell

### Trama
Olivia e il suo team sono alle prese con il caso di un noto reverendo che con il suo lavoro ha dato assistenza a ben 7 presidenti. Viene ritrovato morto nel letto di un albergo e la sua amante da oltre 15 anni minaccia di rivelare la loro relazione. Questo fatto porta Olivia a meditare sul suo rapporto con il presidente che ogni notte la chiama per parlare, intanto Quinn "scappa" per andare a trovare il padre e cercare conforto, ma con scarsi risultati.

## Stagione di caccia
- Titolo originale: Hunting Season
- Diretto da: Ron Underwood
- Scritto da: Matt Byrne

### Trama
La tensione è alta all'Olivia Pope & Associates infatti un funzionario del governo lancia un'accusa pesante al governo stesso, sostenendo che stia usando una nuova tecnologia chiamata "Thorngate" per spiare i cittadini. Nel frattempo, Cyrus deve cercare di mantenere la calma con il presidente Grant che ha baciato Olivia durante la caccia davanti alle sue guardie del corpo. La First Lady Mellie viene a conoscenza di questo incontro; il rapporto con Grant inizia di nuovo a incrinarsi.

## Cinture slacciate
- Titolo originale: Beltway Unbuckled
- Diretto da: Mark Tinker
- Scritto da: Mark Fish

### Trama
Olivia e il team sono sul caso di una studentessa di college scomparsa. Ben presto si scopre che la ragazza era stata a letto con molti senatori e scriveva del sesso con loro su un blog chiamato "Cinture slacciate". La squadra scopre che è stata uccisa investita da un'auto, prima di morire era stata ad una festa esclusiva. Viene identificato il suo assassino nell'uomo che ha accompagnato la ragazza alla festa, ma l'uomo gode di immunità diplomatica, il che porta ad una lotta con la Casa Bianca, in quanto l'unico modo per revocare l'immunità diplomatica è che il capo del governo lo richieda. Grant rifiuta la proposta di Olivia. I genitori si fanno aiutare dai media e dai giornalisti per avere giustizia per la morte della figlia. Mellie sorprendentemente aiuta la famiglia. Grant invita Olivia a cena; e le comunica che l'assassino verrà cacciato dagli Stati Uniti e che la lascerà andare. Intanto la relazione tra il presidente Grant e Mellie continua a sgretolarsi, non dormono più insieme. Prosegue il rapporto tra Abby e David; Abby vuole scoprire cosa nasconde David nel suo appartamento per cui ci entra di nascosto e vede che sta indagando su Olivia e Quinn. David continua a scavare più a fondo e capire da dove derivi tutto il potere di Olivia, e comunica le sue scoperte ad Abby. Hack va di nuovo agli incontri perché sconvolto dall'aver riscoperto la sua vecchia personalità ed ossessione. L'assassino della ragazza viene trovato morto.

## Tutte le strade portano a Fitz
- Titolo originale: All Roads Lead to Fitz
- Diretto da: Steve Robin
- Scritto da: Raamla Mohamed

### Trama
David cerca di scoprire la verità sulle persone coinvolte nell'incidente alla Cytron. Huck accetta di andare ad un appuntamento con una ragazza incontrata agli alcolisti anonimi. Olivia continua a combattere con la sua attrazione per Edison. Olivia e il gruppo lavorano sul caso di un governatore che ha ucciso un uomo che aveva violentato sua moglie. Cyrus si preoccupa quando suo marito, James, torna al lavoro come giornalista dopo che Cyrus ha deciso di non volere figli. Olivia scopre il rapporto tra Abby e David.

## Spie come noi
- Titolo originale: Spies Like Us
- Diretto da: Bethany Rooney
- Scritto da: Chris Van Dusen

### Trama
Abby e Harrison cercano di convincere Olivia a dare ad uno di loro l'ufficio di Stephen. Cyrus è furioso con James per aver scritto un articolo che porterà a Cyrus stesso come la fonte anonima. Olivia riceve una lettera che rivela di più sul passato di Huck, e l'organizzazione segreta per cui lavorava il B613 e questo mette a rischio la sua permanenza presso l'Olivia Pope & Associati. Il team intanto lavora su un caso che coinvolge un gruppo di spie.

## Defiance County
- Titolo originale: Defiance
- Diretto da: Tom Verica
- Scritto da: Peter Noah

### Trama
Harrison guida la squadra sul caso del figlio di un miliardario che è preoccupato per lo stato mentale di suo padre. Olivia lavora con un senatore che aveva una relazione con una ventunenne e che ora si è dimesso dalla sua posizione. Cyrus e Mellie organizzano una serata di gala per il compleanno del presidente Grant. Il giornalista marito di Cyrus inizia un'indagine personale sulle macchine per il voto truccate. Qualcuno spara al presidente Grant al gala, e la sua prognosi non è nota.

## Happy Birthday, Mr. President
- Titolo originale: Happy Birthday, Mr. President
- Diretto da: Oliver Bokelberg
- Scritto da: Shonda Rhimes

### Trama
Il presidente Grant è ricoverato in ospedale dopo l'attentato alla sua vita. Una serie di flashback ci rivela informazioni sul tempo in cui Olivia lavorava alla Casa Bianca e sul suo rapporto con il presidente. Nonostante i migliori sforzi di Olivia per mantenere Grant come presidente in carica, il Vice Presidente Sally Langston viene proclamata come presidente in carica fino al recupero di Grant.

## La spia che mi amava
- Titolo originale: Blown Away
- Diretto da: Jessica Yu
- Scritto da: Mark Wilding

### Trama
Mentre lavora alla Casa Bianca, Olivia aiuta la Vice Presidente Sally Langston; Cyrus scopre la verità su un'indagine segreta di James, e uno dei soci di Olivia lotta per venire a patti con un tradimento scioccante.

## Uno per il cane
- Titolo originale: One for the Dog
- Diretto da: Steve Robin
- Scritto da: Heather Mitchell

### Trama
Mentre Huck viene portato in un luogo sotterraneo e viene torturato (dopo essere stato incastrato per il tentato omicidio del presidente), il presidente è ancora in coma, ma per salvare la presidenza di Fitz, Mellie falsifica la sua firma per far credere che è sveglio e pronto a tornare in ufficio. il Presidente pro tempore Sally Langston non ci crede, così Olivia fa quello che sa fare meglio e riesce a contenere la crisi. Huck sotto tortura viene a sapere che il presidente è ancora vivo, si spaventa, lotta per parlare col procuratore e lo avvisa che è il presidente è ancora in pericolo. Il procuratore contatta Olivia e questa riesce a fare liberare Huck che rintraccia e cattura il vero assassino. Poi, mentre parla a Quinn, Olivia riceve una telefonata che non dimenticherà mai.

## Addio, Edison
- Titolo originale: A Criminal, a Whore, an Idiot and a Liar
- Diretto da: Stephen Cragg
- Scritto da: Mark Fish

### Trama
Le elezioni truccate continuano a smuovere la Casa Bianca, e dei flashback rivelano di più sulle elezioni truccate e su Fitz che ha un rapporto teso con il padre. Olivia ed Edison sono in tensione dopo una scioccante accusa da parte di quest'ultimo. Fitz a riposo è visitato da Mellie, che gli dice che può fare sempre quello che vuole. Fitz risponde a Mellie dicendo che quello che vuole è un divorzio. Nel frattempo Edison chiede a Olivia di sposarlo.

## Verità o conseguenze
- Titolo originale: Truth or Consequences
- Diretto da: Jeannot Szwarc
- Scritto da: Peter Noah

### Trama
I "Gladiatori in doppio petto" si rendono conto che Olivia non sempre può tenere nascosti i suoi segreti e scoprono la verità sulle elezioni truccate della Casa Bianca.
Per convincere Fitz a non chiedere il divorzio, Mellie anticipa il parto.
David, spinto dalla stessa Olivia, apre un'indagine sull'esplosione della Cytron e fa arrestare Hollis Doyle accusandolo anche del tentato omicidio del presidente. Ben presto però si trova costretto a rilasciarlo per mancanza di prove ed è la stessa Olivia, poco dopo, a rivelargli di aver scoperto che non è stato Hollis Doyle il mandante dell'attentato a Fitz.
Un Flashback mostra in vita Lizzy Dwyer e Jesse Tyler nelle settimane precedenti l'esplosione, e si scopre la verità su Quinn e su chi ha realmente causato l'esplosione alla Cytron: Hollis Doyle era il mandante e ad inviare la bomba è stata Becky.

## Nessuno ama i bambini
- Titolo originale: Nobody Likes Babies
- Diretto da: Tom Verica
- Scritto da: Mark Wilding

### Trama
David scopre la verità sul caso Cytron.
Il marito di Cyrus, chiamato a testimoniare in tribunale sul caso delle elezioni truccate, arrivato di fronte al giudice nega di aver scoperto il sistema truccato, facendo andare David su tutte le furie.
Olivia, Cyrus, Mellie, Hollis e Verna arrivano agli estremi per proteggersi.
Verna confessa a Fitz di essere stata lei il mandante dell'attentato; gli rivela poi tutta la verità sulle elezioni truccate, avvertendolo che poco dopo avrebbe rivelato tutto a David. Allora Fitz per mettere in salvo la propria reputazione decide di togliere la maschera d'ossigeno a Verna e la uccide. Al suo funerale, Fitz fa un elogio e non dice a nessuno di avere ucciso Verna.
Fitz annulla il divorzio, arrabbiato con Olivia ora che sa che ha partecipato al complotto.
Olivia rifiuta la proposta di matrimonio di Edison.
Fitz si arrabbia con Olivia riguardo alle elezioni e si distacca anche da Cyrus, ritenendolo uno dei colpevoli delle elezioni truccate. Fitz ripiega su sua moglie, ritenendola l'unica sincera e che si è sempre mostrata per ciò che è.

## Wiskey Tango Foxtrot
- Titolo originale: Wiskey Tango Foxtrot
- Diretto da: Mark Tinker
- Scritto da: Matt Byrne

### Trama
Dopo aver scoperto la verità su Defiance, Fitz sta ancora lottando per capire di chi può realmente fidarsi. Intanto Olivia sta cercando di andare avanti con la sua vita e incontra un affascinante sconosciuto, Jake Weston (Scott Foley), che sembra essere di suo interesse. Ma quando Fitz e Olivia sono costretti a stare nella stessa stanza di nuovo, volano scintille e la situazione si riscalda. Nel frattempo la Pope e Associati per la prima volta lavora con David Rosen e non contro di lui.
- Guest star: Kurt Fuller (Grayden Osborne)

## La talpa
- Titolo originale: Boom Goes the Dynamite
- Diretto da: Randy Zisk
- Scritto da: Jenna Bans

### Trama
Olivia e la squadra vengono assunti da un politico, Peter Caldwell (Eric Mabius), ma questa volta non per riparare ad un grosso scandalo. Nel frattempo, David sta cercando di lasciarsi il passato alle spalle, quando si accorge di essere seguito, e decide di rivolgersi infine al team di Olivia per chiedere aiuto. Alla Casa Bianca, Fitz è ancora indeciso su chi fidarsi e su come gestire una situazione delicata (un ostaggio di americani), e Jake non accetta un no come risposta quando si tratta di incontrare Olivia.
- Guest star: Kurt Fuller (Grayden Osborne)

## L'ora X
- Titolo originale: Top of the Hour
- Diretto da: Steve Robin
- Scritto da: Heather Mitchell

### Trama
Olivia ed i suoi associati si occupano di Sarah, amministratrice delegata di una grande società. La donna, sposata e con 2 figli, ha infatti avuto una relazione extraconiugale con un giudice della corte di giustizia, a sua volta sposato.
- Guest star: Kurt Fuller (Grayden Osborne)

## Serpe in giardino
- Titolo originale: Snake in the Garden
- Diretto da: Ron Underwood
- Scritto da: Raamla Mohamed

### Trama
Olivia e i suoi associati si occupano del rapimento della figlia di Hollis Doyle. Si scopre però che in realtà la ragazza ha inscenato il rapimento solo per prendere soldi dal padre.
- Guest star: Kurt Fuller (Grayden Osborne)

## Molly, sei in pericolo!
- Titolo originale: Molly, You In Danger, Girl
- Diretto da: Tom Verica
- Scritto da: Chris Van Dusen

### Trama
Gli avvocati indagano cercando di scoprire chi sia la vera talpa.
Intanto, Olivia finisce a letto con Jake ma quando accende la tv di casa sua scopre che Jake la spia. Jake l'ha in realtà appena portata via da casa sua, facendo in modo che un killer non la uccidesse. In una colluttazione con Jake, Olivia si ferisce e finisce in ospedale dove, avvertito dallo stesso Jake, la raggiunge Fitz.
Huck viene incastrato e rinchiuso in un box.
Fitz confessa a Cyrus di aver ucciso Verna Thornton.

## 07:52:00
- Titolo originale: Seven Fifty-Two
- Diretto da: Allison Liddi-Brown
- Scritto da: Mark Fish

### Trama
I segreti della vita passata di Huck sono rivelati. Olivia e Fitz intanto sono impegnati in una conversazione emotivamente carica, ignari del fatto che qualcuno potrebbe ascoltarli, mentre la squadra di Olivia si riunisce per aiutare uno di loro. Nel frattempo, Cyrus sta diventando sempre più scettico riguardo Jake e Mellie prende una decisione che potrebbe far cadere la Casa Bianca.

## Una donna rifiutata
- Titolo originale: A Woman Scorned
- Diretto da: Tony Goldwyn
- Scritto da: Zahir McGhee

### Trama
Il team degli Opa continua l’indagine sulla talpa e fa una scoperta sconvolgente al riguardo. Nel frattempo, Fitz ordina a Jake di continuare a proteggere Olivia che è ancora in serio pericolo ma lei non è per niente d'accordo. Alla Casa Bianca invece l’ultimatum di Mellie sembra più serio del previsto e Cyrus è costretto a trattare con lei per evitare lo scandalo.

## Domande
- Titolo originale: Any Questions?
- Diretto da: Mark Tinker
- Scritto da: Matt Byrne

### Trama
Cyrus è al centro del grande scandalo che investito la Casa Bianca nelle ultime ore, e accusa anche suo marito James di essersi fatto manipolare da Mellie. Olivia intanto vuole aiutare Fitz a risolvere la situazione ma lui si rifiuta. Gli Opa infine sono sempre impegnati a scoprire chi è la talpa.

## Cappello bianco
- Titolo originale: White Hat’s Back On
- Diretto da: Tom Verica
- Scritto da: Shonda Rhimes

### Trama
Ora che l’identità della talpa è stata scoperta Olivia e il suo team sono sempre più in pericolo. Nel frattempo l’ultimo scandalo che ha colpito la Casa Bianca porterà Cyrus all’esasperazione, ma nemmeno un infarto riuscirà a fermarlo.